# Campionato sudamericano di rugby 1951
Il campionato sudamericano di rugby 1951 (in spagnolo Sudamericano de Rugby 1951; in portoghese Campeonato Sul-Americano de Rugby de 1951) o Torneo internacional ABCU fu il 1º campionato continentale del Sudamerica di rugby a 15.
Si tenne in Argentina dal 9 al 16 settembre 1951 tra quattro squadre nazionali e fu vinto dalla formazione di casa.
Istituito a latere dei I Giochi panamericani a Buenos Aires, tuttavia non fece parte del loro programma ufficiale né si svolse in contemporanea ad essi, ma sette mesi più tardi, a settembre 1951.
La successiva edizione di torneo si tenne nel 1958, la prima con il nome di campionato sudamericano, e per lungo tempo la prima ufficiale prima della retrodatazione al 1951 della prima edizione.
Il valore delle marcature, come stabilito dall’IRFB nel 1948, era: 3 punti per ciascuna meta (5 se trasformata), 3 punti per la realizzazione di ciascun calcio piazzato, mark o drop.

## Storia
L'allora Unión de Rugby del Río de la Plata, futura federazione argentina, ebbe l'idea di organizzare un torneo di rugby a latere dei I Giochi panamericani in programma a Buenos Aires a febbraio 1951; le federazioni invitate furono quelle di Cile e Uruguay, mentre invece del Brasile, ancora senza una federazione (che sarebbe stata fondata solo nel 1972) e una squadra nazionale, fu invitata una squadra formata da elementi dei Cricket Club di Rio de Janeiro e di San Paolo.
La competizione fu battezzata Torneo internacional ABCU dall'iniziale dei quattro Paesi invitati
Gli incontri dell'Argentina si tennero allo stadio del Gimnasia y Esgrima (G.E.B.A.), impianto successivamente trasformato e ridimensionato, mentre gli altri tre si tennero a quello del Ferrocarril
L'Argentina si aggiudicò il torneo a punteggio pieno davanti all'Uruguay, esordiente a livello internazionale in tale occasione; ultimo fu il Brasile, autore in tutto il torneo di due mete e due trasformazioni (contro l'Uruguay nell'ultimo incontro).

## Squadre partecipanti
- Argentina
- Brasile
- Cile
- Uruguay

## Risultati

### 1ª giornata
| Arbitro: | Alfred Stewart |

| |    |  |
| Ehrman 4’, 37’ Farrell 7’, 42’ Morea 15’, 40+2’ J. O’Farrell 22’, 25’, 28’, 30’ U. O’Farrell 49’, 53’, 65’, 72’, 80’ Swain 58’ | mt |  |
| Bazán 4’ Fernández del Casal 7’, 22’, 40'+2’, 68’, 72’, 80’                                                                    | tr |  |

| Buenos Aires 9 settembre 1951 | Cile | 68 – 0 | Brasile | Stadio del Ferrocarril Oeste |

### 2ª giornata
| Buenos Aires 13 settembre 1951 | Argentina | 72 – 0 referto | Brasile | Stadio G.E.B.A. |
| Bazán 4’, 25’ Caffarone 10’, 53’ Ehrman 12’, 29’ J. O’Farrell 18’, 42’, 49’, 55’, 60’ U. O’Farrell 22’, 26’, 40'+2’, 64’, 71’, 80'+3’ marcatore ignoto 77’ mt Fernández del Casal 12’, 18’, 22’, 25’, 29’, 40+2’, 49’, 53’ marcatore ignoto 71’ tr |           |                |         |                 |
| |           |                |         |                 |
| Bazán 4’, 25’ Caffarone 10’, 53’ Ehrman 12’, 29’ J. O’Farrell 18’, 42’, 49’, 55’, 60’ U. O’Farrell 22’, 26’, 40'+2’, 64’, 71’, 80'+3’ marcatore ignoto 77’                                                                                         | mt        |                |         |                 |
| Fernández del Casal 12’, 18’, 22’, 25’, 29’, 40+2’, 49’, 53’ marcatore ignoto 71’ | tr        |                |         |                 |

| Arbitro: | Alfred Stewart |

|        |      |         |
| Armas  | mt   | Andueza |
| Davies | tr   |         |
| Cat    | c.p. |         |

### 3ª giornata
| Buenos Aires 16 settembre 1951                                           | Argentina | 13 – 3 referto | Cile | Stadio G.E.B.A. |
| Comas 18’ Ehrman 60’ U. O’Farrell 74’ mt 31’ Campbell Ehrman 18’, 60’ tr |           |                |      |                 |
|                                                                          |           |                |      |                 |
| Comas 18’ Ehrman 60’ U. O’Farrell 74’                                    | mt        | 31’ Campbell   |      |                 |
| Ehrman 18’, 60’                                                          | tr        |                |      |                 |

| Arbitro: | F.D. Moy |

|                       |      |                 |
| Day Henderson Morelli | mt   | Reeves Robinson |
| Cat                   | tr   | Robinson (2)    |
| Cat (2)               | c.p. |                 |

### Classifica
| Pos | Squadra   | G | V | N | P | PF  | PS  | DP   | Pt |
| --- | --------- | - | - | - | - | --- | --- | ---- | -- |
| 1   | Argentina | 3 | 3 | 0 | 0 | 147 | 3   | +144 | 6  |
| 2   | Uruguay   | 3 | 2 | 0 | 1 | 25  | 75  | −50  | 4  |
| 3   | Cile      | 3 | 1 | 0 | 2 | 74  | 21  | +53  | 2  |
| 4   | Brasile   | 3 | 0 | 0 | 3 | 10  | 157 | −147 | 0  |